# لالایی (ترانه)
«لالایی» (به انگلیسی: Rockabye) ترانه‌ای از گروه الکترونیکی کلین بندیت بریتانیا است که خواننده انگلیسی آن ماری به عنوان خواننده اصلی به همراه خواننده جامائیکایی شان پال حضور دارد.